# Caurinus
Caurinus is een geslacht van schorpioenvliegen (Mecoptera) uit de familie van de sneeuwvlooien (Boreidae). De wetenschappelijke naam is voor het eerst geldig gepubliceerd door Russell in 1979.

## Soorten
Caurinus is monotypisch en omvat de soorten:
- Caurinus dectes Russell, 1979
- Caurinus tlagu Sikes & Stockbridge, 2013